# Joanna (1925)
Joanna is een Amerikaanse stomme film uit 1925, onder regie van Edwin Carewe, met in de hoofdrollen Dorothy Mackaill en Jack Mulhall. De film is gebaseerd op het kortverhaal "Joanna, of the Skirts Too Short and the Lips Too Red and the Tongue Too Pert" van Henry Leyford Gates. De film is wellicht zoekgeraakt.

## Verhaal
Joanna Manners, een verkoopster in de exclusieve dameswinkel van James Grayson, krijgt een mysterieuze erfenis van een miljoen dollar. Door haar plotselinge rijkdom vervreemdt ze van haar verloofde, architect John Wilmore, en trekt ze de aandacht van Frank Brandon, de neef van de bankdirecteur.
Via Brandon en Anthony Eggleson, die haar financiële zaken beheert, wordt ze voorgesteld aan Carlotta de Silva, een mondaine vrouw die verliefd is op Brandon. Carlotta helpt Joanna een leven vol luxe en verwennerij te leiden. Na een ruzie met John vertrekt Joanna voor een tijdje naar het buitenland en bij haar terugkomst merkt ze dat ze door toedoen van Brandon een bedenkelijke reputatie gekregen heeft.
Wanneer het geld op is en ze tevergeefs haar oude baan probeert terug te krijgen, komt ze te weten dat ze een pion is geweest in een weddenschap tussen Eggleson en Greyson over de vraag of een braaf meisje haar kuisheid zou weten te bewaren wanneer ze plots met rijkdom en weelde zou geconfronteerd worden. Uiteindelijk wordt ze geadopdeerd door Eggleson, die altijd in haar goedheid is blijven geloven, en wordt ze herenigd met John.

## Rolverdeling
| Acteur           | Personage             |
| ---------------- | --------------------- |
| Dorothy Mackaill | Joanna Manners        |
| Jack Mulhall     | John Wilmore          |
| Paul Nicholson   | Frank Brandon         |
| George Fawcett   | Anthony Eggleson      |
| John T. Murray   | Lord Teddy Dorminster |
| Rita Carewe      | Georgia Leach         |
| Dolores del Río  | Carlotta de Silva     |
| Lillian Langdon  | Mrs. Roxanna Adams    |
| Edwards Davis    | Grayson               |
| Bob Hart         | de chauffeur          |

## Trivia
- Filmdebuut van de Mexicaanse actrice Dolores del Río